# Мюррей, Уилл
Уильям Мюррей (англ. Will Patrick Murray, род. 28 апреля 1953) — американский писатель, журналист, биограф и исследователь творчества. Автор справочников по «Мифам Ктулху». Большая часть его художественной литературы опубликована под псевдонимами. Вместе с художником Стивом Дитко он создал супергероиню «Девушку-белку».

## Биография
Уилл Мюррей вырос в Бостоне, штат Массачусетс, и окончил среднюю школу Норт-Куинси в июне 1971 года, а затем с отличием окончил Массачусетский университет в Бостоне. С юнности коллекционировал журналы бульварного чтива и был поклонником персонажа Дока Сэвиджа и посвятил ему два психологических очерка в статье «The Doc Savage Reader».
Уилл писал для журналов и редактировал фэнзины «Duende» и «Skullduggery», прежде чем присоединиться к штату издательства Odyssey Publications.
Уилл также является соавтором эссе «The Duende History of The Shadow Magazine». В 1978 году он дописал незавершённый набросок «Острова Питона» Лестера Дента. Позже
Уилл работал в соавторстве над журналом «The Destroyer» Уоррена Мёрфи.

## Творчество
Уилл Мюррей, работая редактором журнала «The Destroyer», писал разные статьи для Ричарда Сепира. Это привело к тому, что он выпустил справочники «Destroyer sourcebook, The Assassin’s Handbook» (1982), а затем начал редактировать серии журнала, начиная с 56-й «Encounter Group» (1984). Он редактировал 69-й выпуск журнала «Blood Ties» про Людей-Икс, полностью повторяя книги № 69 и № 107 «Feast or Famine».
Он написал серию романов «The Executioner» и «Mars Attacks», а также «Spicy Zeppelin Stories».
Уилл написал биографические статьи о писателях журналов, таких как создатель «The Doc Savage» Лестер Дент и создатель «Shadow» Уолтер Б. Гибсон. С 1979 года он был литературным душеприказчиком Дента и опубликовал 21 роман про Дока Сэвиджа под псевдонимом Дента Кеннет Робсон.
В его романе «The Wild Adventures of Doc Savage novel» 2013 года «Doc Savage: Skull Island» он объединяется с Кинг-Конгом.
В июне 2015 года компания Altus Press выпустила сериал «The Wild Adventures of Tarzan» в романе «Tarzan: Return to Pal-ul-don», официальном продолжении романа Эджера Райса Берроуза 1921 года «Tarzan the Terrible». В конце 2016 года Альтус выпустил следующий роман «King Kong Vs. Tarzan». В начале 2020 года вышел «Tarzan, Conqueror of Mars», в котором воскрес Джон Картер с Марса. В 2023 году вышел «Tarzan: Back to Mars».
В октябре 2016 года Altus Press выпустили «Six Scarlet Scorpions», первую часть новой серии «The Wild Adventures of Pat Savage». В августе 2018 года «The Spider: The Doom Legion». Продолжение «The Spider: Fury in Steel» вышло в январе 2021 года.
В июне 2020 года вышло «The Wild Adventures of Sherlock Holmes» о Шерлоке Холмсе.
В 2000 году Мюррей написал роман «Agent of S.H.I.E.L.D.: Empyre» для комиксов Marvel.

### «Мифы Ктулху»
Уилл был вдохновлён творчеством Г. Ф. Лавкрафта и написал рассказы о «Мифы Ктулху», в особенности про Древних богов Наг и Йеб. Для Necronomicon Press он редактировал «Tales of Zothique» и «The Book of Hyperborea», два сборника рассказов Кларка Эштона Смита. Его статьи и эссе появлялись в различных книгах: в сборнике С. Т. Джоши о Лавкрафте «H. P. Lovecraft, An Epicure in the Terrible» и книги Джима Бирда для телешоу о Бэтмене 1960-х годов «Gotham City 14 Miles».
Уилл внёс вклад в создание энциклопедий: «Писатели детективов и детективов Сент-Джеймса», «Писатели-фантасты Сент-Джеймса», «Современные авторы» и «Словарь литературной биографии».
Рассказы и статьи Уилла Мюррея вошли в сборники: «Склеп Ктулху», «Цикл Ктулху», «Ученики Ктулху II», «Правление Ктулху», «Миры Ктулху», «Царствование Ктулху», «Миры Ктулху», «Цикл Йига», «Горы безумия», «Тень вне времени», «Университет Мискатоник», «Сказки из библиотеки Мискатоник», «Досье НЛО», «Преступления будущего», «100 историй о злых маленьких ведьмах», «100 жутких историй о маленьких существах», «100 историй о маленьких порочных вампирах», «Мёртвые, но мечтающие II», «Ужасы на праздники», «Дракула Неклыкастый», «Неизвестные супергерои против сил тьмы», «Захватывающие приключения», «Легенды о шести пистолетах», «Истории ночи» и других сборниках.
Уилл вместе с С. Т. Джоши и Джоном Л. Куком создали организацию «Друзья Г. П. Лавкрафта» в августе 1990 года.

### Комиксы
Уилл Мюррей соавтор многочисленных прозаических сборников. Мюррей написал рассказы о таких персонажах, как: Супермен, Бэтмен, Чудо-женщина, Человек-паук, Железный человек, Человек-муравей, Каратель, Халк, Паук, Мститель, Серый тюлень, Зелёный шершень, Секрет 6, Шерлок Холмс, Небесный капитан и мир будущего, Хани Уэст, Зорро и Призрак Ли Фалька.
Для комиксов Marvel Мюррей вместе с художником Стивом Дитко создал супергероиню Девочку-белку. Мюррей написал введение к сборнику комиксов Marvel, посвящённому 70-летию комиксов Marvel, а также Volume 2 of Daring Mystery Comics, Mighty Thor Masterworks Volume 9, Mystic Comics Volume 1, Young Allies Volume 2 and Golden Age Captain America Volume 6.

## Награды
В 1979 году он получил премию Ламонта за вклад в развитие исследований бульварного чтива. В 1999 году получил награду Comic Book Marketplace за выдающиеся достижения в исследованиях в области истории комиксов. Получил премию Pulp Ark 2011 года за лучшее возрождение сериала за работу над «Дикими приключениями Дока Сэвиджа». Его роман «Док Сэвидж: Остров Черепа» получил премию Pulp Factory Award 2014 как лучший роман. В 2021 году Мюррей был награждён премией «Золотой лев» за вклад в развитие произведений создателя Тарзана Эдгара Райса Берроуза. В 2023 году он получил Первую премию Зала славы фэндома за свои многочисленные карьерные достижения.

#### Повести
- Python Isle, as by Kenneth Robeson, (1991) [Doc Savage #184]
- White Eyes, as by Kenneth Robeson, (1992) [Doc Savage #185]
- The Frightened Fish, as by Kenneth Robeson, (1992) [Doc Savage #186]
- The Jade Ogre, as by Kenneth Robeson, (1992) [Doc Savage #187]
- Flight Into Fear, as by Kenneth Robeson, (1993) [Doc Savage #188]
- The Whistling Wraith, as by Kenneth Robeson, (1993) [Doc Savage #189]
- The Forgotten Realm, as by Kenneth Robeson, (1993) [Doc Savage #190]
- Mars Attacks! War Dogs of the Golden Horde, as by Ray W. Murill, Del Rey Books (1996)
- Nick Fury, Agent of Shield: Empyre, Berkley Boulevard Books (2000)
- The Wild Adventures of Doc Savage: The Desert Demons, as by Kenneth Robeson, Altus Press (2011)
- The Wild Adventures of Doc Savage: Horror in Gold, as by Kenneth Robeson, Altus Press (2011)
- The Wild Adventures of Doc Savage: The Infernal Buddha, as by Kenneth Robeson, Altus Press (2012)
- The Wild Adventures of Doc Savage: Death’s Dark Domain, as by Kenneth Robeson, Altus Press (2012)
- The Wild Adventures of Doc Savage: The Miracle Menace, as by Kenneth Robeson, Altus Press (2013)
- The Wild Adventures of Doc Savage: Phantom Lagoon, as by Kenneth Robeson, Altus Press (2013)
- The Wild Adventures of Doc Savage: Skull Island, Altus Press (2013)
- The Wild Adventures of Doc Savage: The War Makers, as by Kenneth Robeson, Altus Press (2014)
- The Wild Adventures of Doc Savage: The Ice Genius, as by Kenneth Robeson, Altus Press (2014)
- The Wild Adventures of Doc Savage: The Sinister Shadow, as by Kenneth Robeson, Altus Press (2015)
- The Wild Adventures of Edgar Rice Burroughs (Vol 1): Return to Pal-ul-don, Altus Press (2015)
- The Wild Adventures of Pat Savage (Vol 1): Six Scarlet Scorpions, Altus Press (2016)
- King Kong vs. Tarzan, Altus Press (2016)
- The Wild Adventures of Doc Savage: Glare of the Gorgon, as by Kenneth Robeson, Altus Press (2016)
- The Wild Adventures of Doc Savage: Empire of Doom, as by Kenneth Robeson, Altus Press (2017)
- The Wild Adventures of Doc Savage: Mr. Calamity & The Valley of Eternity, as by Kenneth Robeson, Altus Press (2018)
- The Wild Adventures of The Spider (Book 1): The Doom Legion, Altus Press (2018)
- The Wild Adventures of Edgar Rice Burroughs (Vol 9): Tarzan, Conqueror of Mars, Altus Press (2020)
- The Wild Adventures of The Spider (Book 2): Fury in Steel, Altus Press (2021)
- The Wild Adventures of The Spider (Book 3): Scourge of the Scorpion, Altus Press (2022)
- The Wild Adventures of Edgar Rice Burroughs (Vol 12): Tarzan, Back to Barsoom, Altus Press (2023)

#### Сборники
- The Wild Adventures of Sherlock Holmes, (2020)
- The Wild Adventures of Sherlock Holmes Volume Two, Odyssey Publications (2023)
- The Wild Adventures of Cthulhu: Volume One, Odyssey Publications (2022)
- The Wild Adventures of Cthulhu: Volume Two, Odyssey Publications (2022)

#### Рассказы
- «Snail Ghost», Eldritch Tales #11, 1985
- «A Trillion Young», in Tales from the Miskatonic University Library (PS Publishing, 2017)
- «Herbert West—Reanimated» (1989, round-robin)
- «To Clear the Earth» (1994)
- «Black Fire» (1995)
- «Rude Awakening» (1995)
- «The Sothis Radiant» (1996)
- «The Shadow Over Uxmal» (1997)
- «The Eldridge Collection» (2003)
- «The Cow-Men of Coburn» (2004)
- «The Purple Emperor» (2006)
- «What Brings the Void» (2010)
- «The Hour of Our Triumph» (2011)
- «The Hindmarsh Abomination» (2011)
- «Evacuation Day» (2012)
- «The Arcade» (2012)
- «Dark Redeemer» (2015)
- «Static» (2015)
- «A Trillion Young» (2017)
- «God General Nakji» (2021)
- «In the Lightless Chambers of Hellish N’gah-Kthun» (2022)
- «Moonday» (2022)
- «The Wild Ones of Weirport» (2022)

#### Комиксы
- «The Coming of Squirrel Girl» (origin story), Marvel Super-Heroes, Winter 1991

#### Книги
- The Duende History of the Shadow Magazine, Odyssey Publications (1980)
- Writings in Bronze, Altus Press (2011)
- Wordslingers: An Epitaph for the Western, Altus Press (2013)
- Master of Mystery: The Rise of The Shadow, Odyssey Publications (2021)
- Dark Avenger: The Strange Saga of The Shadow, Odyssey Publications (2022)

#### Статьи
- «Was There a Real Brown Jenkin?» (1982)
- «Captain Future vs. The Old Ones» (1983)
- «The Feathered Serpent Motif» (1983)
- «Did Lovecraft Revise 'Doom Around the Corner'?» (1983)
- «The Chesuncook Witch-Cult» (1983)
- «Lovecraft’s Ghouls» (1983)
- «Tentacles in Dreamland: Cthulhu Mythos Elements in the Dunsanian Stories» (1983)
- «Mysteries of the Hoggar Region» (1983)
- «Self-Parody in Lovecraft’s Revisions» (1983)
- «Mearle Prout and 'The House of the Worm'» (1983)
- «On the Natures of Nug and Yeb» (1984)
- «The Dunwich Chimera and Others: Correlating the Cthulhu Mythos» (1984)
- «Illuminating 'The Elder Pharos'» (1984)
- «The First Cthulhu Mythos Poem» (1984)
- «Prehuman Language in Lovecraft» (1984)
- «A Walking Tour of Pickman’s Boston» (1984)
- «The Clark Ashton Smythos» (1984)
- «The Price-Smith Collaborations» (1984)
- «A Note on 'Cool Air'» (1984)
- «Fun Guys from Yuggoth: In Pickman’s Footsteps» (1984)
- "Sources for «The Colour Out of Space» (1984)
- «The Terrible Old Cat» (1984)
- «Dagon in Puritan Massachusetts» (1985)
- «Lovecraft in the Comics» (1985)
- «The Trouble with Shoggoths» (1985)
- «Narrathoth, the Forgotten», Crypt of Cthulhu #35, (1985)
- «The Riddle of the Key», The Armchair Detective, Summer (1989)
- «An Uncompromising Look at the Cthulhu Mythos» (1986)
- «In Search of Arkham Country» (1986)
- «Do Shoggoths Lurk in The Case of Charles Dexter Ward?» (1986)
- «Fun Guys from Yuggoth: Lovecraft the Man, Lovecraft the Fan» (1986)
- «Spawn of the Moon-Bog» (1986)
- «The Little Tow-Head Fiend; Or, The Problem of Herbert West» (1986)
- «A Probable Source for the Drinking Song from 'The Tomb'» (1987)
- «Clark Ashton Smith’s Lost Sonnet» (1987)
- «Lovecraft on Radio and Record» (1987)
- «Review of 'The H. P. Lovecraft 1987 Calendar' by S. T. Joshi» (1987)
- «Roots of the Miskatonic» (1987)
- «Imaginative Allusions in Lovecraft’s Letters» (1987)
- «The Man Who Edited Lovecraft» (1987)
- «Did Lovecraft Revise 'The Curse of Alabad and Ghinu and Aratza'?» (1987)
- "On «Azathoth» (1988)
- «Where Was the Place of Dagon?» (1988)
- «Who the Hell Was Winfield Scott Phillips?» (1988)
- «Lin Carter: 1930—1988» (1988)
- «Did Lovecraft Revise 'The Forbidden Room'?» (1988)
- «I Found Innsmouth!» (1988)
- «In Search of Arkham Country Revisited» (1989)
- «I Saw The Whisperer in Darkness» (1989)
- «Lovecraft and Strange Tales» (1990)
- «Who the Heck Was Moses Brown Jenkins?» (1990)
- «More Lovecraft in the Comics» (1990)
- «Lovecraft the Pulp Writer» (1990)
- «Julius Schwartz on Lovecraft» (1990)
- «Behind the Mask of Nyarlathotep» (1991)
- «The Call of Khalk’ru and Other Speculations» (1991)
- «Irem Is Found» (1992)
- «Lovecraft, Blackwood, and Chambers: A Colloquium of Ghosts» (1993)
- «Autumn in Providence: Harry K. Brobst on Lovecraft» (1997)
- «Review of 'The Lovecraft Tarot' Cards» (1998)
- «The 99 Names of Cthulhu» (1998)
- «Secret of the Night Gaunts» (1999)
- «The Importance of Being Lovecraft» (2009)
- «'The Shadow out of Time' and Time-Defiance» (2009)
- «Der Mars-Zyklus von Clark Ashton Smith» [German] (2012)
- «The Art of H. P. Lovecraft» (2015)
- «Lovecraft’s Lasting Legacy» (2015)
- «Die Chroniken von Averoigne» [German] (2015)
- «Deconstructing Nug and Yeb» (2017)
- «Obscure Origins of At the Mountains of Madness» (2019)
- «Clark Ashton Smith of Mars» (2019)
- «HPL—Pioneer Fan» (2022)
- «Musings on the Mythos» (2022)

#### Справочники
- The Gangland Sagas of Big Nose Serrano: Vol 1: Dames, Dice and the Devil, by Anatole Feldman, Off-Trail Publications (2008)
- The Gangland Sagas of Big Nose Serrano: Vol 2: Horses, Hoboes and Heroes, by Anatole Feldman, Off-Trail Publications (2008)
- Thunder Jim Wade: The Complete Series, by Henry Kuttner, Altus Press (2008)
- The Bat Strikes Again And Again!, by Johnston McCulley, Altus Press (2009)
- The Gangland Sagas of Big Nose Serrano: Vol 3: Hell’s Gangster, by Anatole Feldman, Off-Trail Publications (2009)
- Super-Detective Jim Anthony: The Complete Series, Vol 1, by Victor Rousseau, Altus Press (2009)
- When the Death-Bat Flies: The Detective Stories of Norvell Page, Altus Press (2010)
- G Stands for Glory: The G-Man Stories of Norvell Page, Altus Press (2010)
- The Crimes of The Scarlet Ace: The Complete Stories of Major Lacy & Amusement, Inc., by Theodore A. Tinsley, Altus Press (2011)
- The Cobra: The King of Detectives, by Richard B. Sale, Altus Press (2011)
- King of Fang and Claw: The Complete Pulp Magazine Adventures, by Bob Byrd, Altus Press (2011)
- The Complete Casebook of Cardigan, Vol 1: 1931-32, by Frederick Nebel, Altus Press (2013)
- Operator #5: The Complete Purple Wars, by Emile C. Tepperman, Altus Press (2019)

#### Некрологи
- «Walter B. Gibson», Locus, January 1986
- «Walter M. Baumhofer», Locus, November 1987
- «Norman Saunders», Locus, May 1989